# Grand Prix Formule 1 van Japan 1992
De Grand Prix Formule 1 van Japan 1992 werd gehouden op 25 oktober 1992 op Suzuka.

## Uitslag
| Positie | Nummer | Rijder               | Team                | Ronden | Tijd/Opgave     | Startplaats | Punten |
| ------- | ------ | -------------------- | ------------------- | ------ | --------------- | ----------- | ------ |
| 1       | 6      | Riccardo Patrese     | Williams-Renault    | 53     | 1:33:09.533     | 2           | 10     |
| 2       | 2      | Gerhard Berger       | McLaren-Honda       | 53     | + 13.729        | 4           | 6      |
| 3       | 20     | Martin Brundle       | Benetton-Ford       | 53     | + 1:15.503      | 13          | 4      |
| 4       | 4      | Andrea de Cesaris    | Tyrrell-Ilmor       | 52     | + 1 Ronde       | 9           | 3      |
| 5       | 27     | Jean Alesi           | Ferrari             | 52     | + 1 Ronde       | 15          | 2      |
| 6       | 23     | Christian Fittipaldi | Minardi-Lamborghini | 52     | + 1 Ronde       | 12          | 1      |
| 7       | 32     | Stefano Modena       | Jordan-Yamaha       | 52     | + 1 Ronde       | 17          |        |
| 8       | 10     | Aguri Suzuki         | Arrows-Mugen-Honda  | 52     | + 1 Ronde       | 16          |        |
| 9       | 21     | Jyrki Järvilehto     | Dallara-Ferrari     | 52     | + 1 Ronde       | 22          |        |
| 10      | 22     | Pierluigi Martini    | Dallara-Ferrari     | 52     | + 1 Ronde       | 19          |        |
| 11      | 30     | Ukyo Katayama        | Venturi-Lamborghini | 52     | + 1 Ronde       | 20          |        |
| 12      | 28     | Nicola Larini        | Ferrari             | 52     | + 1 Ronde       | 11          |        |
| 13      | 17     | Emanuele Naspetti    | March-Ilmor         | 51     | + 2 Rondes      | 26          |        |
| 14      | 24     | Gianni Morbidelli    | Minardi-Lamborghini | 51     | + 2 Rondes      | 14          |        |
| 15      | 9      | Michele Alboreto     | Arrows-Mugen-Honda  | 51     | + 2 Rondes      | 24          |        |
| NF      | 5      | Nigel Mansell        | Williams-Renault    | 44     | Motor           | 1           |        |
| NF      | 11     | Mika Häkkinen        | Lotus-Ford          | 44     | Motor           | 7           |        |
| NF      | 29     | Bertrand Gachot      | Venturi-Lamborghini | 39     | Botsing         | 18          |        |
| NF      | 26     | Érik Comas           | Ligier-Renault      | 36     | Motor           | 8           |        |
| NF      | 16     | Jan Lammers          | March-Ilmor         | 27     | Koppeling       | 23          |        |
| NF      | 33     | Mauricio Gugelmin    | Jordan-Yamaha       | 22     | Spin            | 25          |        |
| NF      | 12     | Johnny Herbert       | Lotus-Ford          | 15     | Versnellingsbak | 6           |        |
| NF      | 19     | Michael Schumacher   | Benetton-Ford       | 13     | Versnellingsbak | 5           |        |
| NF      | 3      | Olivier Grouillard   | Tyrrell-Ilmor       | 6      | Spin            | 21          |        |
| NF      | 25     | Thierry Boutsen      | Ligier-Renault      | 3      | Versnellingsbak | 10          |        |
| NF      | 1      | Ayrton Senna         | McLaren-Honda       | 2      | Motor           | 3           |        |

## Wetenswaardigheden
- Ivan Capelli werd ontslagen door Ferrari, hij werd vervangen door Nicola Larini.
- Karl Wendlinger werd bij March vervangen door Jan Lammers.
- Ayrton Senna viel weer vroeg in de race uit door motorproblemen.

## Statistieken
| Pole-position | Nigel Mansell | Williams-Renault | 1:37.360 |
| Snelste ronde | Nigel Mansell | Williams-Renault | 1:40.646 |

1976 · 1977 · 1987 · 1988 · 1989 · 1990 · 1991 · 1992 · 1993 · 1994 · 1995 · 1996 · 1997 · 1998 · 1999 · 2000 · 2001 · 2002 · 2003 · 2004 · 2005 · 2006 · 2007 · 2008 · 2009 · 2010 · 2011 · 2012 · 2013 · 2014 · 2015 · 2016 · 2017 · 2018 · 2019 · 2022 · 2023 · 2024 · 2025